# نادي المروج
نادي المروج الليبي هو أحد الأندية الرياضية في ليبيا تأسس النادي سنة 1959في مدينة المرج شرق ليبيا
النادي يشارك في دوري الدرجة الثانية الليبي لكرة القدم 

## إنجازاته
- كرة القدم : لا يوجد له إنجازات

- كرة السلة : بطل الدوري الليبي الممتاز لكرة السلة 4 مرات - بطل دوري الدرجة الثانية مرة واحدة فقط - بطل كأس السوبر الليبي مرة واحدة
- كرة الطائرة : بطل كأس ليبيا للكرة الطائرة مرة واحدة سنة 1999.